# Rymantas Jonas Kažys
Rymantas Jonas Kažys (ur. 3 marca 1943 w Szkudach) – litewski inżynier, doktor habilitowany. Członek Litewskiej Akademii Nauk.
Opublikował ponad 200 artykułów naukowych i stworzył ponad 90 wynalazków, z których niektóre zostały opatentowane w Stanach Zjednoczonych, Kanadzie i Szwecji.

## Życiorys
Urodził się w 1943 roku w Szkudach. W 1965 ukończył naukę na Uniwersytecie Technicznym w Kownie, a od 1970 tam wykładał. Pracował w Czechosłowacji, Japonii, Francji, Niemczech i w Szwecji. latach 1982–1991 był kierownikiem Zakładu Radiotechniki Teoretycznej. W latach 1996–2016 dyrektor Instytutu Ultrasonografii im. Kazimierasa Baršauskasa. W 1981 uzyskał tytuł profesora. Od 1996 jest redaktorem naczelnym gazety „Ultragarsas”.

## Prace
Źródło:
- 1975: Kontrolės-matavimo pjezoelektriniai keitikliai
- 1982: Radiotechnikos sistemos
- 1986: Ultragarsinės informacinės matavimo sistemos
- 1993: Introskopija ir kontrolės automatizacija
- 1997: Neelektrinių dydžių matavimo metodai

## Nagrody
Został nagrodzony Nagrodą Państwową LSSR, dwukrotnie Litewską Nagrodą Naukową oraz Krzyżem Kawalerskim Orderu „Za Zasługi dla Litwy”